# Pilar (Abra)
Pilar é um município de  quinta classe de renda municipal (d) na província Abra, nas Filipinas. De acordo com o censo de 1 de maio  de  2020 possui uma população de 10 146 pessoas e 2 461 domicílios.